# Новосели (Казанський район)
Новосе́ли (рос. Новосёлы) — присілок у складі Казанського району Тюменської області, Росія.
Населення — 2 особи (2010, 77 у 2002).
Національний склад станом на 2002 рік:
- казахи — 100 %